# 2. Division (Deutsches Kaiserreich)
Die 2. Division, für die Dauer des mobilen Verhältnisses auch als 2. Infanterie-Division bezeichnet, war ein Großverband der Preußischen Armee.

## Gliederung
Die Division war Teil des I. Armee-Korps.

### Friedensgliederung 1914
- 3. Infanterie-Brigade in Rastenburg
  - Grenadier-Regiment „König Friedrich der Große“ (3. Ostpreußisches) Nr. 4 in Rastenburg
  - Infanterie-Regiment „Graf Dönhoff“ (7. Ostpreußisches) Nr. 44 in Goldap
- 4. Infanterie-Brigade in Gumbinnen
  - Füsilier-Regiment „Graf Roon“ (Ostpreußisches) Nr. 33 in Gumbinnen
  - 8. Ostpreußisches Infanterie-Regiment Nr. 45 in Insterburg und Darkehmen (I. Bataillon)
- 2. Kavallerie-Brigade in Insterburg
  - Litthauisches Ulanen-Regiment Nr. 12 in Insterburg
  - Jäger-Regiment zu Pferde Nr. 9 in Insterburg
- 43. Kavallerie-Brigade in Gumbinnen und Stallupönen (1. und 3. Eskadron)
  - Ulanen-Regiment „Graf zu Dohna“ (Ostpreußisches) Nr. 8  in Gumbinnen
  - Jäger-Regiment zu Pferde Nr. 10 in Angerburg und Goldap (1. Eskadron)
- 2. Feldartillerie-Brigade in Insterburg
  - Feldartillerie-Regiment „Prinz August von Preußen“ (1. Litthauisches) Nr. 1 in Gumbinnen und Insterburg (I. Abteilung)
  - 2. Litthauisches Feldartillerie-Regiment Nr. 37 in Insterburg

### Gliederung bei Mobilmachung 1914
- 3. Infanterie-Brigade
  - Grenadier-Regiment „König Friedrich der Große“ (3. Ostpreußisches) Nr. 4
  - Infanterie-Regiment „Graf Dönhoff“ (7. Ostpreußisches) Nr. 44
- 4. Infanterie-Brigade
  - Füsilier-Regiment „Graf Roon“ (Ostpreußisches) Nr. 33
  - 8. Ostpreußisches Infanterie-Regiment Nr. 45
- Jäger-Regiment zu Pferde Nr. 10
- 2. Feldartilleriebrigade
  - Feldartillerie-Regiment „Prinz August von Preußen“ (1. Litthauisches) Nr. 1
  - 2. Litthauisches Feldartillerie-Regiment Nr. 37
- 2. und 3. Kompanie/Pionier-Bataillon „Fürst Radziwill“ (Ostpreußisches) Nr. 1

### Kriegsgliederung 1918
- 3. Infanterie-Brigade
  - Grenadier-Regiment „König Friedrich der Große“ (3. Ostpreußisches) Nr. 4
  - Füsilier-Regiment „Graf Roon“ (Ostpreußisches) Nr. 33
  - Infanterie-Regiment „Graf Dönhoff“ (7. Ostpreußisches) Nr. 44
  - Jäger-Regiment zu Pferde Nr. 10
- Artillerie-Kommandeur Nr. 2
  - Feldartillerie-Regiment „Prinz August von Preußen“ (1. Litthauisches) Nr. 1
  - II. Bataillon Reserve-Fußartillerie-Regiment Nr. 11
- Pionier-Bataillon „Fürst Radziwill“ (Ostpreußisches) Nr. 1
- Divisions-Nachrichten-Kommandeur Nr. 2

## Geschichte
Der Großverband wurde ursprünglich im März 1816 als Truppen-Brigade in Danzig gegründet und am 5. September 1819 zur Division erweitert. Das Kommando stand in Danzig, ab 1890 in Königsberg und dann von 1899 bis zur Auflösung 1919 in Insterburg.

### Gefechtskalender

#### 1914
- 31. Juli bis 7. August – Grenzschutz gegen Rußland
- 10. bis 11. August – Gefechte bei Stallupönen, Kallweitschen und Mierunsken
- 14. August – Gefecht bei Kowahlen
- 15. August – Gefecht bei Kibarty
- 17. August – Gefecht bei Stallupönen
- 19. bis 20. August – Schlacht bei Gumbinnen
- 23. bis 31. August – Schlacht bei Tannenberg
- 05. bis 15. September – Schlacht an den Masurischen Seen
- 24. September – Gefecht bei Kopciowo
- 25. bis 30. September – Gefechte am Njemen
- 01. Oktober bis 5. November – Stellungskämpfe bei Grajewo-Wizajny
- 06. bis 8. November – Schlacht bei Göritten
- ab 15. November – Stellungskämpfe um die Feldstellung bei Lötzen und an der Angerapp

#### 1915
- bis 7. Februar – Stellungskämpfe um die Feldstellung Lötzen-Angerapp
- 07. bis 22. Februar – Winterschlacht in Masuren
- 23. Februar bis 6. März – Gefechte am Bobr
- 08. bis 15. März – Kämpfe am Orzye
- 16. März bis 12. Juli – Stellungskämpfe zwischen Orzye und Szkwa
- 13. bis 17. Juli – Durchbruchsschlacht bei Przasnysz
- 18. bis 22. Juli – Verfolgungskämpfe zum unteren Narew
- 22. bis 27. Juli – Narewübergang südlich Ostrolenka
- 23. Juli bis 3. August – Schlacht am Narew
- 03. August – Einnahme von Ostrolenka
- 04. bis 7. August – Schlacht am Orz
- 08. bis 10. August – Schlacht bei Ostrow
- 11. bis 12. August – Schlacht bei Tschishew-Sambrow
- 13. bis 18. August – Verfolgungskämpfe am oberen Narew und Nurzec
- 17. bis 23. August – Kämpfe um den Narew-Übergang in der Linie Suraz-Ugowo-Baciuty-Waniewo
- 26. bis 28. August – Verfolgungskämpfe am Swislocz und an der Naumka-Werecia
- 28. August – Einnahme von Białystok
- 28. August bis 8. September – Njemen-Schlacht
- 09. bis 27. September – Schlacht bei Wilna
- 24. September bis 19. Oktober – Um Kosjany, Gefechte an der Mjadsjolka und Dryswjata
- 28. September bis 1. November – Schlacht vor Dünaburg
- ab 15. November – Stellungskämpfe vor Dünaburg

#### 1916
- bis 31. Dezember – Stellungskämpfe vor Dünaburg

#### 1917
- 01. bis 5. Januar – Stellungskämpfe vor Dünaburg
- 05. Januar bis 3. Februar – Winterschlacht an der Aa
- 03. Februar bis 26. März – Reserve der OHL
- 27. März bis 26. Mai – Stellungskämpfe im Wytschaete-Bogen
- 27. Mai bis 10. Juni – Schlacht in Flandern
- 17. Juni bis 6. Juli – Reserve der Heeresgruppe Eichhorn
- 07. Juli bis 12. November – Stellungskämpfe vor Dünaburg
- 28. November bis 31. Dezember – Stellungskämpfe in der Champagne

#### 1918
- 01. Januar bis 10. April – Stellungskämpfe in der Champagne
- 07. April bis 8. Juni – Kämpfe an der Avre und bei Montdidier und Noyon
- 09. bis 13. Juni – Schlacht bei Noyon
- 09. Juni bis 7. August – Kämpfe an der Avre und an der Matz
- 08. August bis 3. September – Abwehrschlacht zwischen Somme und Oise
- 04. bis 18. September – Kämpfe vor der Siegfriedfront
- 21. September bis 3. Oktober – Abwehrschlacht zwischen Cambrai und St. Quentin
- 05. bis 9. Oktober – Kämpfe vor der Siegfriedfront
- 10. Oktober bis 4. November – Kämpfe vor und in der Hermannstellung
- 05. bis 11. November – Rückzugskämpfe vor der Antwerpen-Maas-Stellung
- ab 12. November – Räumung des besetzten Gebietes und Marsch in die Heimat

## Kommandeure
| Dienstgrad                   | Name                                         | Datum                                              |
| ---------------------------- | -------------------------------------------- | -------------------------------------------------- |
| Generalmajor                 | Andreas Georg Friedrich von Katzler          | 05. September 1819 bis 3. April 1820               |
| Generalleutnant              | Karl Friedrich von Holtzendorff              | 03. April 1820 bis 18. Juni 1825                   |
| Generalleutnant              | Constantin von Lossau                        | 18. Juni 1825 bis 29. März 1831                    |
| Generalleutnant              | Friedrich August von Rummel                  | 30. März 1831 bis 29. März 1837                    |
| Generalmajor                 | Karl von Schmidt                             | 30. März 1837 bis 14. März 1838                    |
| Generalmajor/Generalleutnant | Friedrich Wilhelm Karl von Grabow            | 30. März 1838 bis 14. September 1849               |
| Generalleutnant              | Emil von Webern                              | 15. September 1849 bis 21. September 1849          |
| Generalleutnant              | Georg von Stülpnagel                         | 22. September 1849 bis 5. April 1854               |
| Generalmajor/Generalleutnant | Bernhard von Plehwe                          | 06. April 1854 bis 9. Mai 1855                     |
| Generalleutnant              | Karl von Kropff                              | 12. Mai 1855 bis 18. Februar 1857                  |
| Generalmajor/Generalleutnant | Eduard von Brauchitsch                       | 19. Februar 1857 bis 30. Juni 1860                 |
| Generalmajor                 | Albert von Baczko                            | 01. bis 23. Juli 1860 (mit der Führung beauftragt) |
| Generalmajor/Generalleutnant | Albert von Baczko                            | 24. Juli 1860 bis 28. Januar 1863                  |
| Generalleutnant              | Alexander von Vietinghoff genannt von Scheel | 29. Januar 1863 bis 19. Juni 1864                  |
| Generalleutnant              | Gustav von der Goltz                         | 25. Juni 1864 bis 30. November 1865                |
| Generalleutnant              | Friedrich von Clausewitz                     | 04. Januar bis 31. Juli 1866                       |
| Generalmajor/Generalleutnant | Karl von Hanenfeldt                          | 30. Oktober 1866 bis 21. April 1868                |
| Generalleutnant              | Julius von Hartmann                          | 22. April 1868 bis 17. Juli 1870                   |
| Generalmajor/Generalleutnant | Gustav von Pritzelwitz                       | 18. Juli 1870 bis 22. Mai 1871                     |
| Generalleutnant              | Udo von Tresckow                             | 23. Mai 1871 bis 11. Mai 1875                      |
| Generalleutnant              | Otto von Bernhardi                           | 12. Mai 1875 bis 11. April 1879                    |
| Generalleutnant              | Emil von Conrady                             | 12. April 1879 bis 14. April 1884                  |
| Generalleutnant              | Rudolf von Kroseck                           | 15. April 1884 bis 17. April 1885                  |
| Generalleutnant              | Hugo von Strempel                            | 18. April 1885 bis 2. Juli 1888                    |
| Generalleutnant              | Wilhelm von Dresow                           | 07. Juli 1888 bis 23. März 1890                    |
| Generalleutnant              | Gustav John von Freyend                      | 24. März 1890 bis 19. Juli 1892                    |
| Generalleutnant              | Eduard von Alberti                           | 28. Juli 1892 bis 13. Mai 1894                     |
| Generalleutnant              | Arnold von Langenbeck                        | 14. Mai 1894 bis 1. April 1897                     |
| Generalleutnant              | Karl von Stünzner                            | 02. April 1897 bis 16. Oktober 1899                |
| Generalleutnant              | Georg von Alten                              | 17. Oktober 1899 bis 17. Dezember 1901             |
| Generalleutnant              | Arthur von Brietzke                          | 18. Dezember 1901 bis 17. April 1903               |
| Generalleutnant              | Otto von Lüdinghausen                        | 18. April 1903 bis 19. März 1906                   |
| Generalleutnant              | Oskar von Reichenbach                        | 20. März 1906 bis 4. März 1908                     |
| Generalleutnant              | Konrad von Katzler                           | 05. März bis 17. Juni 1908                         |
| Generalleutnant              | Otto von Hügel                               | 18. Juni 1908 bis 1. April 1912                    |
| Generalleutnant              | Otto von Below                               | 02. April 1912 bis 31. Juli 1914                   |
| Generalleutnant              | Adalbert von Falk                            | 31. Juli 1914 bis 1. Juni 1916                     |
| Generalleutnant              | Rudolf Reiser                                | 02. Juni 1916 bis 17. Juni 1918                    |
| Generalmajor                 | Wilhelm von Dommes                           | 18. Juni 1918 bis Mai 1919                         |